# Émile Verhaeren
Émile Adolphe Gustave Verhaeren, född 21 maj 1855 i Saint-Amand (nära Antwerpen), död 27 november 1916 i Rouen, var en belgisk franskspråkig poet och dramatiker. Hans poesi har drag av både naturalism och symbolism. 
Han var en av förgrundsgestalterna kring tidskriften La Jeune Belgique, som bidrog till Belgiens framväxande rykte som kulturland. Hans tidiga verk präglades av en religiös mystik, men efter en psykologisk kris fick verken ett större fokus på allmänmänskliga och sociala problem. 
Några av Verhaerens mest centrala verk är Les Campagnes hallucinées och Les Villes tentaculaires. Där förenas symbolismen med ett fokus på stadens och teknikens framväxt, ett fokus som har fått Verhaeren att kallas för för-modernist, och en viktig person i övergången till modernistiska rörelser som futurism.

## Biografi

### Tidiga år
Verhaeren föddes som Emile-Adolphe-Gustave Verhaeren 1855 i Saint-Amand. Hans fader Henri Verhaeren kom ursprungligen från Bryssel, och arbetade åt en tyghandlare. Hans mor, född Jeanne-Adélaïde De Bock, drev en tygaffär. Hans bakgrund var borgerlig och katolsk, och familjen pratade franska hemma trots att byn i övrigt var flamländsk.
Mellan 1866 och 1868 studerade han vid Institut Saint-Louis i Bryssel, där bland annat även Jacques Brel studerat. Han var i allt väsentligt en medelmåttig elev. Efter avklarade studier vid institutet studerade han mellan 1868 och 1874 klassisk humaniora vid Collège Sainte-Barbe i Gent, ett katolskt gymnasium drivet av jesuiter. Där studerade han bland annat tillsammans med Georges Rodenbach, som han blev vän med. Efter att ha utexaminerats från gymnasiet försökte han förgäves lära sig om näringslivet, bland annat av sin farbror Gustave som ägde en oljekvarn i Saint-Amand. 1875 började han istället studera juridik vid Katolska universitetet i Leuven, där han bland annat kom att träffa sin framtida utgivare Edmond Deman. I april 1876 debuterar han med ett urval dikter i Revue générale.

### Debut som skribent
Efter att ha avklarat sina studier 1881, och erhållit en doktorsgrad i juridik, återvände han till Bryssel och gick med i advokatsamfundet. Han gjorde praktik hos den kände advokaten och författaren Edmond Picard. Samma år grundade hans studiekamrat från Leuven Max Waller tidskriften La Jeune Belgique i Bryssel, ett organ för den framväxande och unga belgiska litteraturen. Verhaeren var en av de första skribenterna och medverkande, och en förgrundsgestalt kring tidskriften, som hävdade Belgiens kulturella egenart. Under samma år gjorde han några första försök till journalistisk verksamhet, bland annat inom konstkritik. 1882 började han medverka som litteraturkritiker i L'Art moderne, en tidskrift som drevs av Edmond Picard. Under pseudonymen "Le liseur" (läsaren) medverkade han även i L'Europe du dimanche, en veckobilaga till Camille Lemonniers tidskrift L'Europe. Lemonnier var vid tiden en av Belgiens mer inflyelserika författare.

### Växande berömmelse

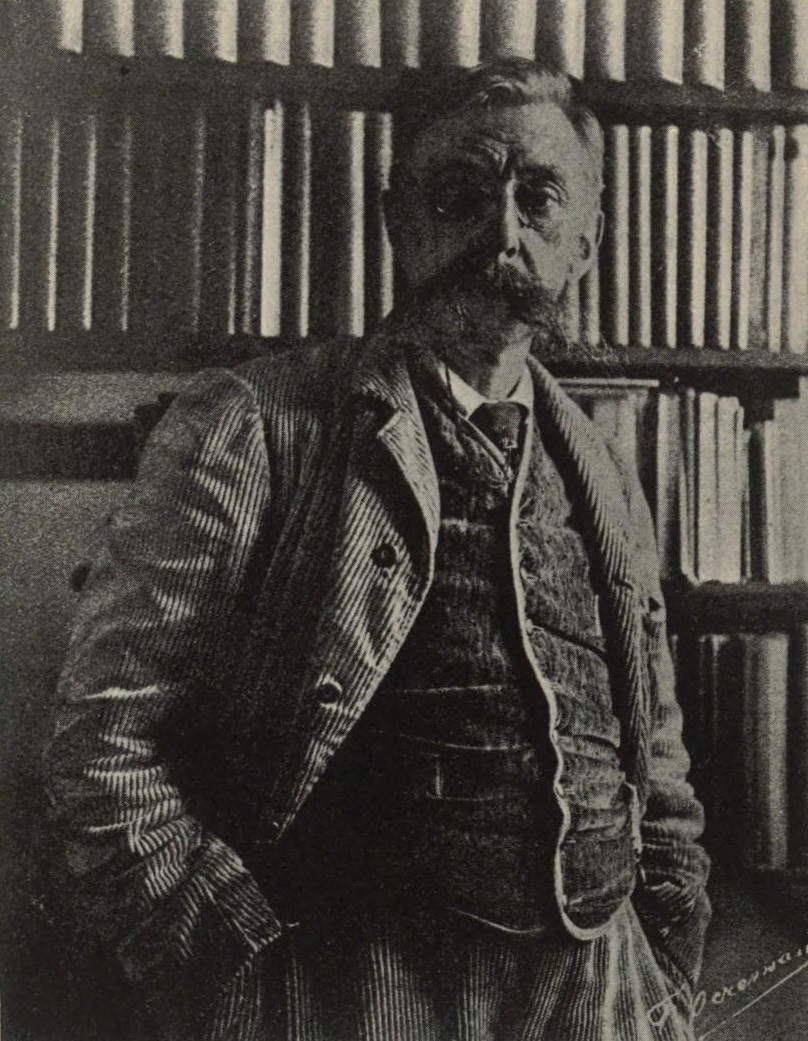
Porträtt av Émile Verhaeren.

1883 debuterade Verhaeren med verket Les flamandes, som gavs ut av Lucien Hochsteyn i Bryssel. Verket var inspirerat av naturalism och flamländsk konst. Han började även samarbeta med konstnären James Ensor i Oostende, och bodde ett tag på trappistklostret i Forges, Chimay.
Året därpå gavs Contes de minuit ut i Bryssel, en samling berättelser. Det var det första av hans verk som illustrerades av konstnären Théo van Rysselberghe, en nära vän till Verhaeren. Efter studier i teologi och juridik och resor runt om i Europa bosatte sig Verhaeren 1895 i Paris. 1886 gavs hans andra diktsamling ut, Les Moines. Samlingen var inspirerad av hans vistelser på trappistklostret. Både Les flamandes och Les moines var djupt präglade av religiös mystik. Trots detta började han gradvis, under inflytande av agnostiska vänner, att tappa sin katolska tro och övertygelse. Författaren Léon Cladel visade dock diktsamlingen för Alphonse Lemerre, redaktören för Parnassiens författare, vilket bidrog till Verhaerens framväxande berömmelse.

### Nya intressen
Verhaeren genomgick med början 1886 en psykologisk kris, då diagnostiserad som neurasteni, som kom att pågå fram till 1891. Den bidrog i sin tur till att han blev allt mer intresserad av allmänmänskliga och sociala problem, som därefter präglade hans diktning. Det kom till uttryck i verk som Les campagnes hallucinées (1893) och den antityska La Belgique sanglante (1915). 1887 lämnade Verhaeren La Jeune Belgique, och anslöt sig istället till Albert Mockels symbolistiska La Wallonie (från 1886). 1 januari 1888 gavs första verket i den "svarta trilogin" ut, Les Soirs. I november samma år gavs det andra verket i trilogin ut, Les Débàcles. Det sista verket, Les Flambeaux noirs, gavs ut 1891. Alla tre verken pryddes av en frontespis av Odilon Redon. Kort efter Les Flambeaux noirs gavs ytterligare ett verk ut, Les Apparus dans mes chemins.
24 augusti 1891 gifte sig Verhaeren med sin fru Marthe Massin, en musiker och konstnär från Liège som han hade träffat 1889. Året dessförrinnan hade bägge Verhaerens föräldrar dött, och arvet från fadern gjorde att han kunde leva ett självständigt och ekonomiskt oberoende liv som författare. De bosatte sig i Bryssel. Verhaeren engagerade sig då även i Belgiska Arbetarepartiet, umgicks med konstnärer och journalister, och reste intensivt. 1894, under en resa till Knokke nära Oostende, inledde Verhaeren en kort affär med Maria van Rysselberghe, konstnärens fru. Denna avslutades dock kort därefter.
Redan i Les Apparus dans mes chemins hade Verhaerens nya intressen och ändrade fokus märkts, men det tog sig än tydligare uttryck i Les Campagnes hallucinées som gavs ut 1893, och fördjupades i verken Les Villages illusoires och Les Villages tentaculaires som båda gavs ut 1895. Samma år vistades Verhaeren under långa perioder i Paris, där han umgicks flitigt med bland annat Francis Vielé-Griffin, Henri de Régnier och Albert Mockel. Han bodde i Paul Signacs lägenhet, och fick flera av sina alster utgivna av Alfred Vallette i Mercure de France – bland annat en volym som fick titeln Poèmes, och som utöver nyutgåvor av Flamandes och Moines innehöll det nya verket Les Bords de la route.

### Internationell berömmelse
I oktober och november 1898 gavs det lyriska dramat Les Aubes ut i kortare delar i Mercure de France. Verket översattes samma år till engelska av Arthur Symons, och bidrog till Verhaerens internationella berömmelse. 1899 installerade han sig i Paris, i en liten lägenhet på Rue Championnet 206. 1900 sattes hans pjäs Le Cloître upp på flera teatrar i Bryssel och Paris, och så även Philippe II 1904. 1902, efter att hans dikter dedikerade till skulptören Auguste Rodin getts ut, tilldelades han pris för sin poesi från den belgiska regeringen. Året därefter bosatte han sig med sin fru i Saint-Cloud, där de först bodde på Boulevard de Versailles 72, innan de flyttade till Rue de Montretout 5 – en gata som idag heter Rue Emile-Verhaeren.
30 december 1909 skrev Verhaeren ett brev till Albert I av Belgien, där han uttryckte sin beundran för den unge kungen. Brevet bidrog till nära relationer mellan det belgiska kungahuset och Verhaeren. 1911 gavs verket Les Heures du soir ut på Insel Verlag i Leipzig. Utgåvan var på Stefan Zweigs initiativ, en författare som Verhaeren vid flera tillfällen hade bjudit hem till sig. 1912 och 1913 reste Verhaeren runt på flera konferenser i länder som Schweiz, Tyskland och Ryssland. 1914 invaderades Belgien av Tyskland, och 25 augusti brann Katolska universitetet i Leuven ner. Verhaeren skrev i ett brev till Romain Rolland att han var fylld av sorg och hat. 1915 gavs den antityska texten La Belgique sanglante ut av Nouvelle Revue Française i Paris, en text där Verhaeren beskriver hur Belgien hade förstörts av kriget. Efter att ha besökt den belgiska fronten, och efter att ha deltagit vid flera konferenser i Storbritannien, besökte Verhaeren det belgiska kungaparet vid deras villa i De Panne, ett av få ställen i Belgien som inte hade invaderats och ockuperats av tyska soldater.

### Död
27 november 1916 var Verhaeren på väg till Rouen i Frankrike, för att delta i en konferens. När han kom fram till Rouen krossades han under ett tåg, varpå författaren avled. Han begravdes först i Rouen och därefter provisoriskt på kyrkogården i Adinkerke, La Panne. 1927 förflyttades kroppen till Sint-Amands. Hans sista diktsamling gavs ut 1917, med titeln Les Flammes hautes, i Mercure de France. Det var en samling av dikter som hade skrivits mellan 1912 och 1914.

## Författarskap och arv
| ”                  | Ibland dessa kvinnligt veka symbolister står en, som är man från topp till tå, belgaren Emile Verhaeren. Han älskar de glupska drifternas fest, han älskar också de fromma munkarnas kamp mot världens nöd och eländighet och sitt eget sinnes orenhet. Han älskar kampen och ser först och främst den. Och han ville med sin diktning bryta sig ut ur symbolismens stängda drömträdgård och ta del i världslivet omkring honom. | „ |
| – Sylwan och Bing. | |   |

Verhaeren skrev uteslutande på franska, men representerade i mångt och mycket ideal från den flamländska kulturen. Hans poesi har drag av både naturalism och symbolism, och emellanåt anges han vara ett exempel på en kombination av dessa rörelser, som har kallats för hallucinationsnaturalism eller social symbolism. Hans mest särpräglade verk skrevs under 1890-talet, med exempel som Les Campagnes hallucinées och Les Villes tentaculaires. I dessa verk skildras kontrasterna mellan stad och land, industrialiseringen och städernas expansion, och framväxten av den nya tekniska civilisationen. Det är temata som blir allt vanligare förekommande i hans poesi, inte minst kontrasterna mellan stad och land och dubbelheten i den utveckling som sker: på samma gång som staden suger märgen ut landet bidrar städerna till liv och rörelse. Han besjunger massan och älskar massans moraliska instinkt, inte minst i de dikter som skildrar stadens revolutionära ådra. I trilogin Les Campagnes hallucinées, Les Villes tentaculaires och Les Aubes alluderar han till både Pariskommunen och belgiska strejken 1886. Dessutom är det inte någon individ som är huvudperson, utan massan själv. På så vis finns det starka sociala inslag i poesin. Därigenom banade Verhaeren även väg för modernistiska rörelser under 1900-talet, kanske i synnerhet futurismen. Det har gjort att Verhaeren ibland även har kallats förmodernistisk.
Verhaeren har sin fot i symbolismen, men är samtidigt på väg ifrån rörelsen. I hans diktning finns ett större fokus på världsliga problem och tillståndet i världen. Han skildrar även en tilltro till vetenskapen och det mänskliga förnuftet, och älskar vetenskapens allvar. Hans lyrik präglas av en tro på framtiden och dess möjligheter.
Verhaeren var en återkommande favorit till att motta Nobelpriset i litteratur. Han föll dock på målsnöret, när landsmannen Maurice Maeterlinck istället tilldelades Nobelpriset i litteratur 1911.

## Eftermäle
Asteroiden 12697 Verhaeren är uppkallad efter honom.

### Utgivet på svenska
- Hans dikter finns översatta i bl. a. Lyrik i världslitteraturen 1965.[11]